# BCamot 330
A MÁV BCamot 330 egy B' 2' tengelyelrendezésű dízel-mechanikus motorkocsi volt a MÁV-nál.

## Története
A MÁV 1926-ban vásárolt egy négytengelyes motorkocsit, melyet a berlini Waggonfabrik Wissmar der Eisenbahn Verkelhsmittel AG (EVA), gépi berendezését a friedrichshafeni Maybach Motorenbau GmbH készített.
Az EVA-Maybach négytengelyes dízelmotorkocsiját is a seddini kiállításon mutatták be. A típus az üzemben bevált, 1927-ben Németországban 16 db, 13300 mm forgócsaptávolságú változat állt forgalomba. A MÁV az utóbbiból vásárolt. A motorkocsi siklócsapágyas, szabványos vonó- és ütközőkészülékes, 3500 mm tengelytávolságú hajtott, illetve futó forgóváza volt. Mivel a hajtott forgóvázra 22,92 t tömeg jutott, a 11,46 t tengelyterhelés a kocsi használhatóságát korlátozta a MÁV mellékvonalakra megengedett 9-10 t legnagyobb tengelyterhelés miatt. A járműben két vezetőfülke, poggyásztér, WC, valamint előtérből nyíló, a motor hűtővizével fűthető 2. és 3. osztályú utastermek voltak.
A motorkocsi 10017 gyári számú Maybach T IG 4a típusú, hathengeres, négyütemű, cirkulációs vízhűtésű 1200 kg tömegű dízelmotorját és a hozzá csatlakozó K2a típusú kompresszort a hajtott forgóvázban helyezték el. A motor hengerfejeit és hengereit egy blokkba öntötték. A motor működéséhez szükséges levegőt a forgattyúházon át szívta. A Zahnradfabrik Friedrichshafen (ZF) cég által gyártott, 10,5, 19, 39,5 és 61 km/h legnagyobb sebességet biztosító négyfokozatú sebességváltóban a fogaskerekek olajnyomással működő súrlódólemezes tengelykapcsolókkal kapcsolódtak. A sebességváltó a vele egybeépített kúpkerekes irányváltó, majd vaktengely és csatlórúd közvetítésével hajtotta a forgóváz mindkét tengelyét.
A BCamot 330 pályaszámú jármű műtanrendőri vizsgája 1926. július 19-én, Budapest Keleti pályaudvar és Hatvan között volt.
A motorkocsi 1927 és 1928-ban a tapolcai fűtőház állagába tartozott és a Budapest Keleti pályaudvar—Tapolca, majd a Budapest Nyugati pályaudvar—Szeged vonalon járt. A jármű sík pályán, illetve 5 ‰ emelkedőn három, 12500 kg tömegű, 56 férőhelyes pótkocsit vontathatott. A dízelmotort bekapcsolt I. sebességfokozat mellett pedállal, sűrített levegővel indították, így a jármű is elindult. A kedvezőtlen üzemkészségű motorkocsi 1928-ban mindössze 13343, 1930-ban 12944 km-t futott, az üzemanyag fogyasztás 480 g/km volt.
1931-ben pályaszáma BCamot 304 lett. Több korábbi motorcsere után 1933-ban a Maybach-gyár a motorkocsiba az üzemben jól beváló, 1400 1/min fordulatszámon 175 LE (129 kW) teljesítményű, hathengeres dízelmotort épített be. Módosult a négyfokozatú sebességváltó, amelynek I. fokozatát már kézzel is kapcsolhatták. Az egyes fokozatokban a sebesség 13, 32, 51, 80 km/ó volt. Az utastérben 24 2. és 56 3. osztályú ülőhely volt. A fővonali forgalomra átépített motorkocsi műtanrendőri vizsgája 1933. április 21-én volt. 1937-ben tervezték a motorkocsi GANZ JaR VI 170/220 Ganz-Jendrassik motorral való átépítését, ám ez nem valósult meg.
1951-ben selejtezték.